# ميلو (مشروب)
ميلو (مشروب)

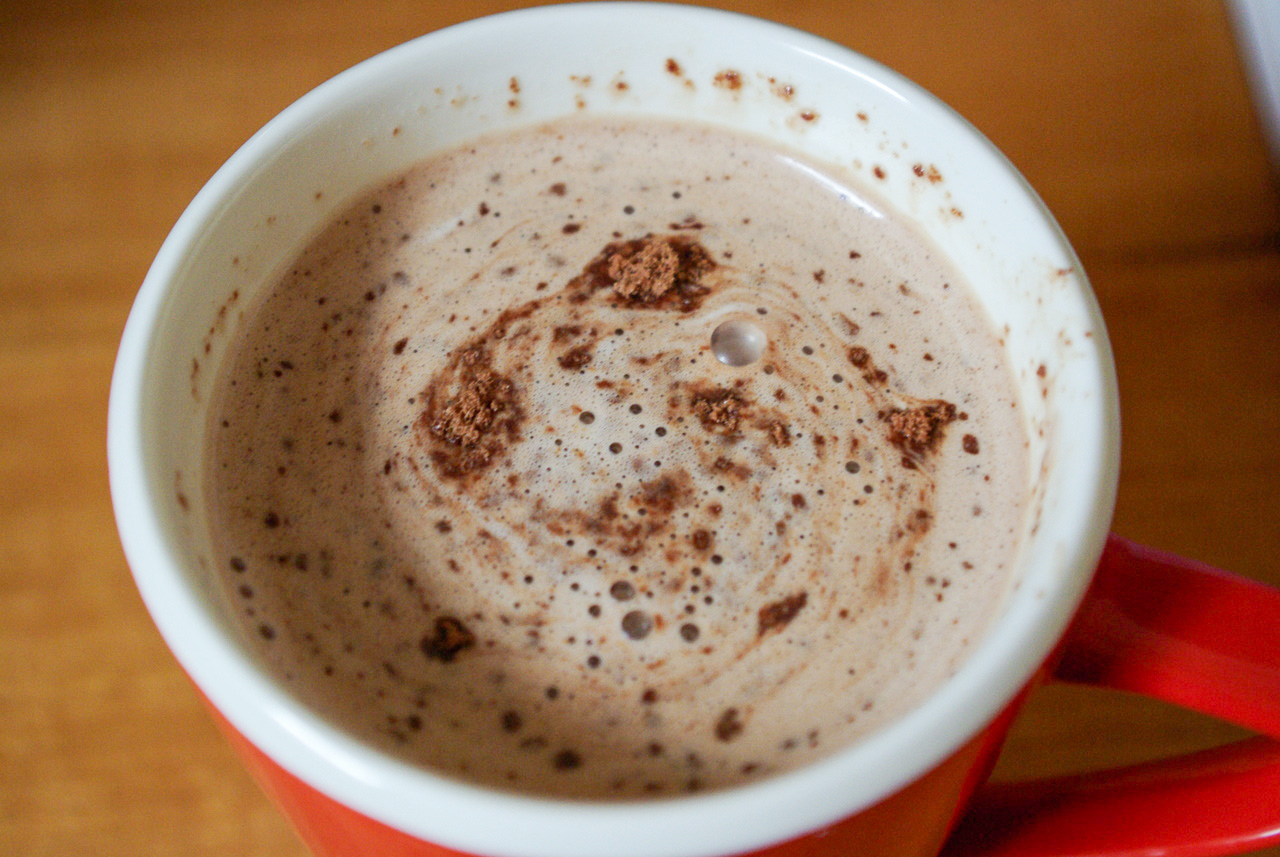
مشروب الميلو أسترالي المنشأ عالمي الشهرة
تعرف كيف حاز على تسميته بالمقال التالي

ميلو هو منتج مسحوق الشعير بنكهة الشوكولاتة تنتجه شركة نستله، وعادة ما يخلط مع الحليب أو الماء الساخن، أو كليهما، لإنتاج المشروبات. طورت أصلا في أستراليا من قبل توماس ماين في عام 1934.
```
        نوع المنتج.       المنتجات القائمة على الشوكولاتة
        المالك.         نستله 
          البلد.                  أستراليا
               مقدمة.                       ٢٩ آب/أغسطس 1934 ؛ قبل 87 سنة
                               الأسواق.                              في جميع أنحاء العالم
                               الموقع الإلكتروني.                   Milo.com.au
```

غالبا ما يباع على شكل مسحوق في علبة خضراء، وغالبا ما تصور الأنشطة الرياضية المختلفة، ميلو متاح باعتباره مشروب مخلوط مسبقا في بعض البلدان. طُور في وقت لاحق إلى وجبة خفيفة، وحبوب الإفطار وجرانولا البروتين. ويختلف طعمه وتكوينه من بلد إلى آخر.
يحتفظ ميلو بشعبية كبيرة في مجموعة متنوعة من البلدان في جميع أنحاء العالم، وخاصة في أستراليا وآسيا وأفريقيا.

## تاريخ
ففي سنة ١٩٣٤، طوَّر الكيميائي والمخترع الصناعي الأسترالي توماس ماين، الذي كان يعمل في شركة نستله، «ميلو»  وأطلقه في معرض سيدني الملكي لعيد الفصح. وقد ابتكر ماين صيغته لميلو التي تجمع بين مستخلص الشعير (المصنوع من الشعير)، ومسحوق الحليب الكريم الكامل، والكاكاو، والسكر، والأملاح المعدنية، والحديد والفيتامينات A, D, وB1، في محاولة «لتطوير مشروب غذائي متوازن تماما يحتوي على جميع البروتينات والمعادن اللازمة». وكان الغرض منه مساعدة الأطفال على الحصول على ما يكفي من المغذيات في نظامهم الغذائي.
بدأت شركة نستله، التي كانت قد امتلكت مصنع لتجهيز الحليب في سميث تاون، نيو ساوث ويلز، في عام 1921، أنتج هذا المنتج بعد فترة وجيزة من العرض. وقد اشتُق هذا الاسم من الرياضي القديم الشهير ميلو من كروتون، تيمنا بقوته الاسطورية. بل إن المنتج لوحظ بأنه «غذاء تونيك».

## الوصف والتصنيع
الميلو هو مسحوق مخمر تنتجه شركة نستله، وعادة ما يخلط بالحليب أو الماء الساخن أو بكليهما لإنتاج المشروبات.
يُصنع الميلو عن طريق تبخير محتوى الماء من شراب سميك بضغط منخفض، باستخدام مجفف هوائي لتقليل الخليط إلى شكل حبيبي. ويتم الحصول على الشراب المعتم السميك من القمح أو الشعير المخمر من الشركات المنتجة لهذه المنتجات الخام.
منذ عام 2017، أنتجت شركة نستله الفلبين ميلو باستخدام صيغة «البروتومالت». يتألف البروتومالت من الكربوهيدرات المستمدة من الشعير والمنيهوت.
تختلف تركيبة ومذاق ميلو في بعض البلدان بسبب القيود اللوجستية والتفضيلات الشخصية بين المناطق المختلفة. على سبيل المثال، ميلو في اليابان لديه ذوق مماثل تقريبا لتلك التي تباع في سنغافورة، حيث قاموا استيراد وتصنيع المكونات المستخدمة من سنغافورة نظرا لقربها الجغرافي. في أواخر عام 2020، عندما زاد الطلب بشكل كبير، تعطلت سلسلة العرض في كلا البلدين بشكل مؤقت، والتي تفاقمت بسبب جائحة كوفيد -19. تذكر شركة نستله سنغافورة أن شركة ميلو تنتج محليا في مصنعها في جورونغ.
اعتباراً من عام 2021، ينتج مصنع سميث تاون، الذي ينتج المنتج لأستراليا ونيوزيلندا، أكثر من 000 13 طن من ميلو سنوياً.

## معلومات غذائية
ظلت وصفة المنتج القياسي هي نفسها تقريبًا منذ إنشائها في عام 1934، والاختلاف الوحيد هو المعادن المضافة والفيتامينات. ولكن، اعتباراً من عام 2021، تُصنّع ثلاثة أصناف أخرى في النبتة الأسترالية: كمية عالية من البروتين، وسكر مخفَّض، ونسخة من النبتة.
يتألف معيار ميلو من أربعة مكونات رئيسية هي: الشعير المشوي، ومسحوق الحليب، والسكر، والكاكاو. يحتوي على 1,680 كيلو جول (402 كيلو سعر حراري) في كل 100 غرام من المسحوق، ومعظمه من الكربوهيدرات. يمكن استخدام الكربوهيدرات للحصول على الطاقة من قبل الجسم، وهو أساس تسويق ميلو باعتباره مشروب للطاقة. معظم محتوى الكربوهيدرات هو السكر. وتبلغ نسبة السكر في النسخة النيوزيلندية من ميلو 46 في المائة.
يبلغ مؤشر نسبة السكر في الدم عند ذوبان ميلو في الماء 55، أي أقل من مؤشر كوكاكولا البالغ 63. ومع ذلك، فإن المعدل التراكمي للبن أقل بكثير من 30 إلى 33، لذلك فإن مزج ميلو في كوب من الحليب يعطي المعدل التراكمي الكلي أقرب إلى 33.
يحتوي الميلو على نسبة عالية من الكالسيوم والحديد والفيتامينات B1, B6, B2, B12, ويعلن عن مادة ميلو على أنها تحتوي على مادة "Actigen-E"، ولكن هذا هو الاسم التجاري الذي تطلقه شركة نستله على الفيتامينات الموجودة في وصفة ميلو. ويحتوي أيضاً على بعض الثيوبرومين، وهو شبه قلوي للزانثين مماثل للكافيين، الموجود في الكاكاو المستخدم في المنتج.
اعتبارا من عام 2021، أطلقت نستله إصدارات خالية من الألبان معتمدة على النباتات من ميلو والمشروبات الأخرى تحت العلامة التجارية. وستحتوي النسخة الجديدة من هذه المشروبات على حليب اللوز والصويا، وسيبقى المكونان الأساسيان -الكاكاو، والشعير -على حالهما. </nowiki>